# Westerholmska huset

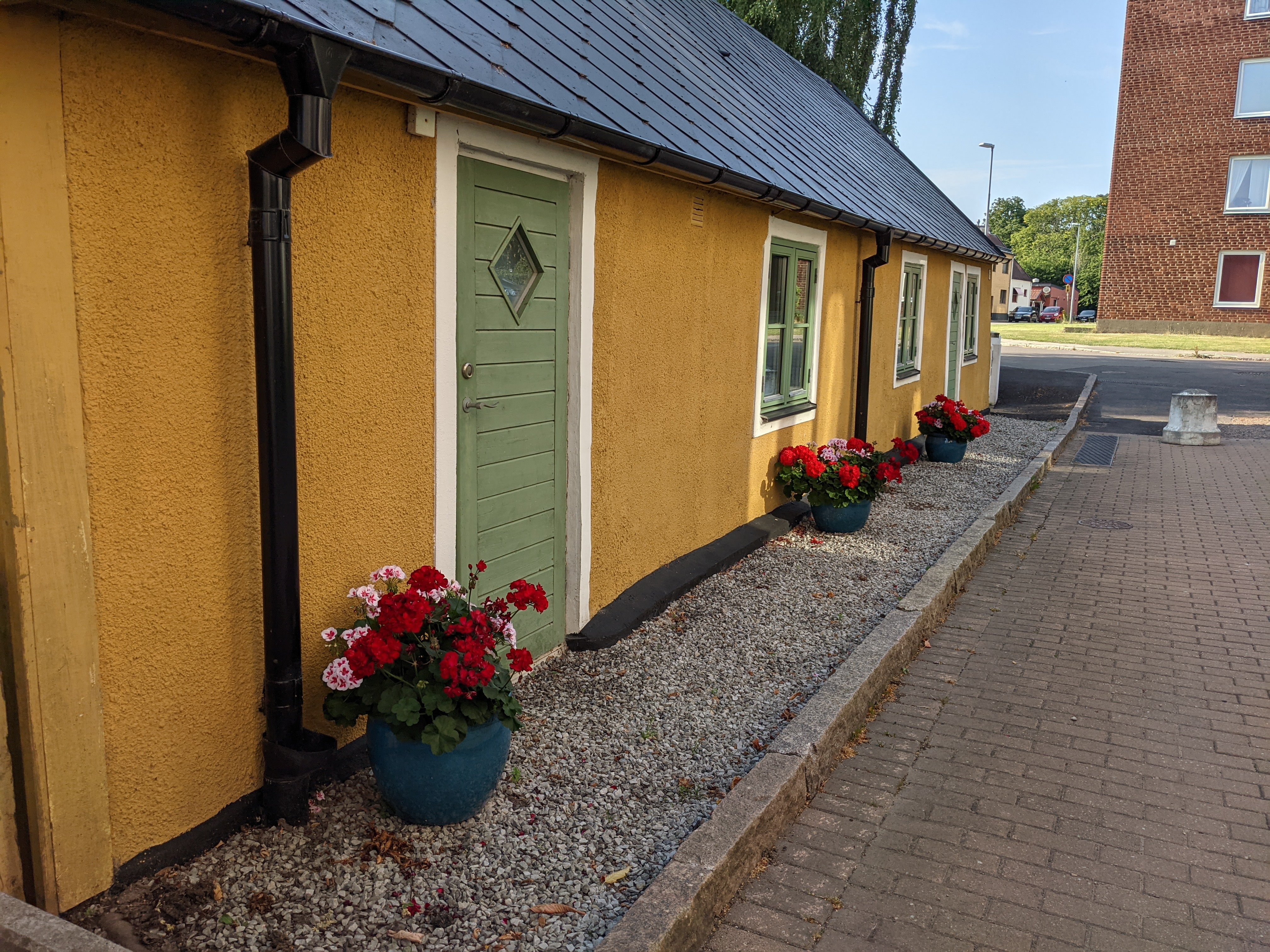
Westerholmska huset 2021

Westerholmska huset är ett av Höganäs äldsta bevarade hus. Ursprungligen uppfördes det 1802 som gruvarbetarebostad och är det äldsta bevarade korsvirkeshuset i staden. Westerholmska huset har fått namn efter den mest kände av alla Höganäs gruvarbetare och tillika memoarförfattaren Gustav Westerholm som med makan Olga bodde i huset. Huset är k-märkt.